# Tay Zonday

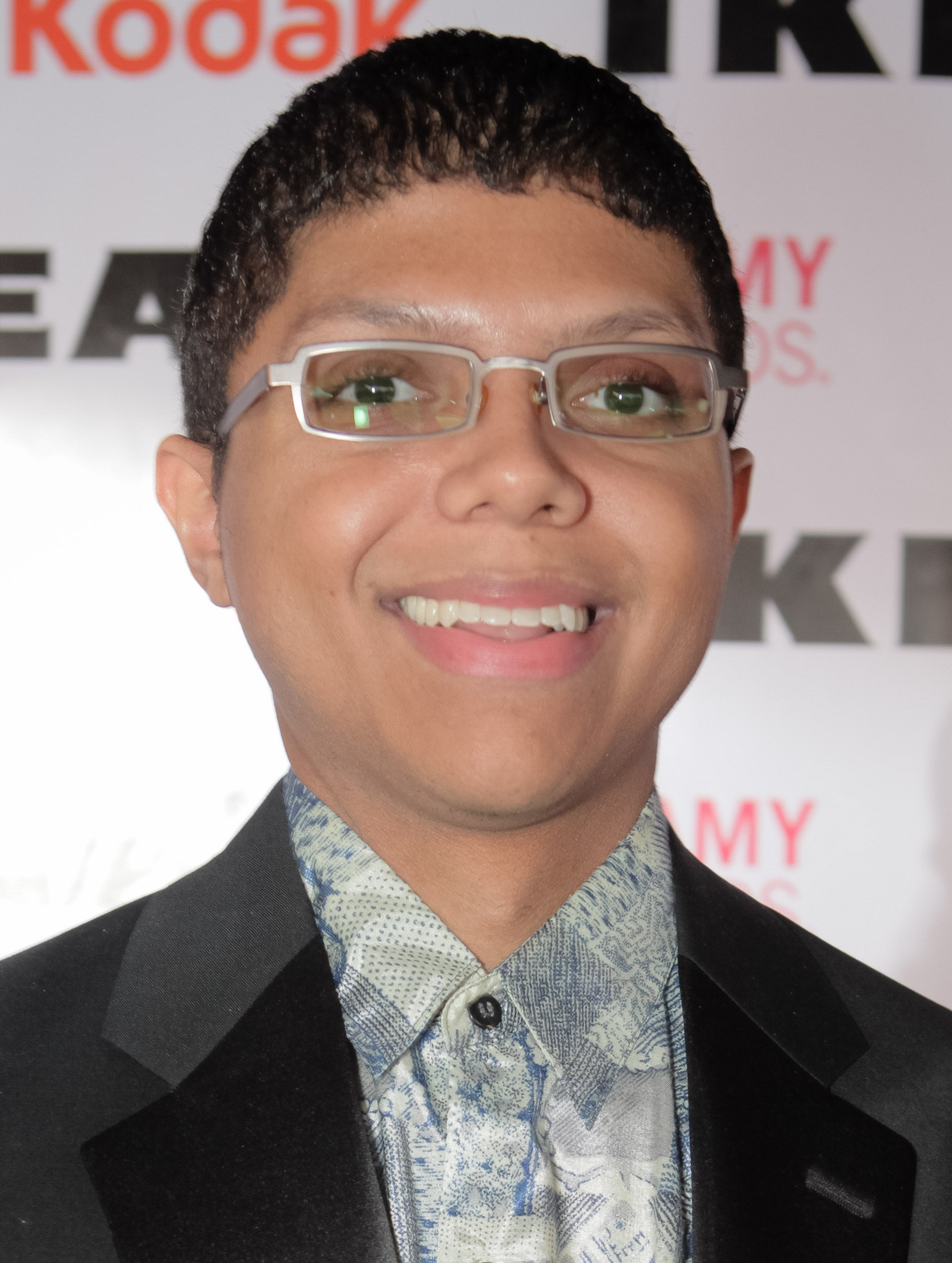
Tay Zonday (2010)

Adam Nyerere Bahner (besser bekannt unter seinem Pseudonym Tay Zonday; * 21. Mai 1982) ist ein US-amerikanischer Sänger und Webvideoproduzent aus Minneapolis, Minnesota. Popularität erlangte er durch verschiedene YouTube-Videos, wo er durch seine sehr tiefe Stimme auffiel. Sein Lied „Chocolate Rain“ erreichte im Videoportal YouTube über 130 Millionen Aufrufe.

## Karriere
Am 23. April 2007 veröffentlichte Zonday auf Youtube das Lied „Chocolate Rain“, das er später als Ballade über systemischen Rassismus beschreibt. Es erreichte rasch Bekanntheit als Meme und wurde mehrmals parodiert. So parodierte South Park Zonday in der vierten Folge der zwölften Staffel „Kanada im Streik“ gemeinsam mit anderen Youtubepersönlichkeiten der Zeit. Sein langes, circa zehnjähriges Schweigen zur beabsichtigten Bedeutung des Liedes erklärt er, unter anderem, mit seinem Autismus und seiner Weigerung, diktieren zu wollen wie seine Kunst zu verstehen sei.

## Diskografie
- Demons on the Dance Floor
- Love (feat. Kooby)
- Chocolate Rain
- Never Gonna Give You Up
- Internet Dream
- The Only Way
- Do the Can't Dance
- Say No to Nightmares
- Someday
- Too Big for You
- Get It Back Thug Remix
- Cherry Chocolate Rain
- Chasing Eden
- Crash Into Weird
- Lifetime Limbo
- Explode
- Profile
- Remembering You
- The Year 6000
- Roll Your Dice
- Explode
- Baby I'm Not Dead
- You You You
- Christmas Star
- Lost Angel Star
- Baby I'm Not
- You're a Mean One, Mr. Grinch
- Musicolio
- Traffic Machine
- I'm Just a Baby (feat. Dave Days)
- Bubble of Awesome
- Mama Economy
- Call Me Maybe
- Skyrim Main Theme
- All About That Bass